# Römhild
Römhild is een stad in de Duitse deelstaat Thüringen, gelegen in de Landkreis Hildburghausen. De stad telt 6.747 inwoners. Römhild was residentie van het Vorstendom Saksen-Römhild.

## Geografie
Römhil ligt onder de beschutting van de Gleichbergen in de regio Grabfeld in het Henneberger Land, direct aan de deelstaatgrens met Beieren. Op 31 december 2012 fuseerden de stad Römhild en de gemeenten Haina, Mendhausen, Milz en Westenfeld uit de Verwaltungsgemeinschaft Gleichberge alsmede de gemeente Gleichamberg tot de nieuwe stad Römhild. Tegelijkertijd werd de Verwaltungsgemeinschaft Gleichberge opgeheven.

## Geschiedenis
zie Henneberg-Römhild en Saksen-Römhild

## Arbeidsvoorlichtingskamp
Tijdens het nazi-regime was een zogenaamd 'arbeidsvoorlichtingskamp' van de Gestapo Weimar gelegen nabij de Thüringer-Beierse grens in de basaltgroeve van de stad Römhild op de Großer Gleichberg. 
Hier moesten "onwillige mensen" dwangarbeid verrichten in een detentie van zes tot acht weken. Talrijke gevangenen werden slachtoffer van de onmenselijke omstandigheden van het kamp.
In zijn boek "Das Arbeitserziehungslager Römhild 1943 - 1945" documenteert historicus Gert Stoi voor het eerst uitvoerig de oorsprong, locatie en vestiging van AEL Römhild. 
Gevangenen beschrijven de pijnlijke werk- en leefomstandigheden en de schietpartijen die plaats vonden toen het kamp in april 1945 werd ontbonden. Slechts enkele gevangenen overleefden de daaropvolgende 'dodenmars'.
Steden: Bad Colberg-Heldburg · Eisfeld · Hildburghausen · Römhild · Schleusingen · Themar · Ummerstadt

Verwaltungsgemeinschaften: Feldstein · Heldburger Unterland

Overige gemeenten: Ahlstädt · Auengrund · Beinerstadt · Bischofrod · Brünn/Thür. · Dingsleben · Ehrenberg · Eichenberg · Gompertshausen · Grimmelshausen · Grub · Hellingen · Henfstädt · Kloster Veßra · Lengfeld · Marisfeld · Masserberg · Oberstadt · Reurieth · Schlechtsart · Schleusegrund · Schmeheim · Schweickershausen · St. Bernhard · Straufhain · Veilsdorf · Westhausen